# Turanana
Turanana — род бабочек из семейства голубянок.

## Описание
Верхняя сторона крыльев самцов тёмно-фиолетовая, в большинстве случаев с широкой тёмной каймой и дискальным пятном, также с рядом некрупных чёрных постдискальных точек. Верхняя сторона крыльев самок обычно коричнево-бурого цвета, иногда с фиолетовым прикорневым опылением. Характерной особенностью рисунка нижней стороны крыльев является постдискальный ряд крупных чёрных точек на переднем крыле, в котором четвёртая точка резко выбивается из ряда, располагается ближе к внешнему краю.

## Систематика
Род, который насчитывает не менее 12 видов. Распространены в Палеакртике — Греция и Средняя Азия.
- Turanana anisophthalma (Kollar, [1849])
- Turanana chitrali Charmeux & Pagès, 2004
- Turanana cytis (Christoph, 1877)
- Turanana dushak Dubatolov, 1989
- Turanana endymion (Freyer, 1850)
- Turanana grumi Forster, 1937
- Turanana jurileontyi Shchetkin, 1986
- Turanana kugitangi Zhdanko, 1984
- Turanana laspura (Evans, 1932)
- Turanana mystica Morgun & Tikhonov, 2010
- Turanana panaegides (Staudinger, 1886)
- Turanana taygetica (Rebel, 1902)